# اريك ويلسون (لاعب كرة قدم أمريكية أمريكي)
اريك ويلسون (بالإنجليزية: Eric Wilson)‏ هو لاعب كرة قدم أمريكية أمريكي، ولد في 26 سبتمبر 1994 في بلدة ريدفورد في الولايات المتحدة.

## وصلات خارجية
- اريك ويلسون على موقع مرجع كرة القدم المحترفة.كوم (الإنجليزية)